# Цегайе Меконнен
Цегайе Меконнен Асефа — эфиопский легкоатлет, бегун на длинные дистанции.
На международных соревнованиях начал выступать в 2012 году. 3 июня занял 3-е место на чемпионате Эфиопии среди юниоров в беге на 5000 метров. На чемпионате мира среди юниоров 2012 года занял 5-е место на дистанции 5000 метров. 21 октября занял 6-е место на полумарафоне в Сен-Дени — 1:03.59. 28 октября стал победителем 10-километрового пробега Foulées Monterelaises в коммуне Монтро-Фо-Йонна.
15 февраля 2013 года занял 14-е место на Рас-эль-Хаймском полумарафоне — 1:02.53. 24 марта занял 8-е место на Лиссабонском полумарафоне — 1:03.41. 15 сентября 2013 года занял 3-е место на полумарафоне Порту — 1:02.41.
24 января 2014 года дебютировал в марафоне, он стал победителем Дубайского марафона с результатом 2:04.32 — этот результат является неофициальным мировым рекордом среди юниоров. 13 апреля занял 5-е место на Лондонском марафоне — 2:08.06.